# Spendrups
Spendrups Bryggeri AB er et svensk bryggeri, der blev etableret i 1897 som Grängesbergs Bryggeri AB. Koncernen omfatter også Spendrups Vin, Gotlands Bryggeri og Hellefors Bryggeri. I alt har Spendrupskoncernen ca. 800 ansatte og omsatte i 2012 for cirka tre milliarder svenske kronor. I 2013 var Spendrups den næststørste leverandør af øl til Systembolaget, med 18,8 % af leverancerne (43.503.618 liter).
Hovedkontoret ligger i Vårby i Huddinge kommune, syd for Stockholm. Spendrups har tre bryggerier, som ligger i Grängesberg, Hällefors og Visby (mikrobryggeriet Gotlands Bryggeri). Virksomhedens vigtigste varemærker er Spendrups, Mariestads, Norrlands Guld og Loka.